# Christian Kum
Christian Kum (* 13. září 1985, Frankfurt nad Mohanem, Západní Německo) je německo-nizozemský fotbalový obránce, který působí v nizozemském klubu FC Utrecht.
Má nizozemské i německé občanství.

## Klubová kariéra
S profesionálním fotbalem začínal v nizozemském klubu ADO Den Haag. Od léta 2012 hrál dvě sezóny v SC Heerenveen a v létě 2014 posílil FC Utrecht.